# Grand Prix Sezon 1926
Sezon Grand Prix 1926 – kolejny sezon z cyklu Wyścigów Grand Prix, a także trzeci sezon Mistrzostw Świata Konstruktorów AIACR. Tytuł mistrzowski zdobył francuski Bugatti.

## Podsumowanie Sezonu

### Eliminacje Mistrzostw Świata Konstruktorów
| Data       | Grand Prix                                 | Tor          | Zwycięzca (kierowcy)         | Zwycięzca (konstruktorzy) | Wyniki |
| ---------- | ------------------------------------------ | ------------ | ---------------------------- | ------------------------- | ------ |
| 31 maja    | Indianapolis 500                           | Indianapolis | Frank Lockhart               | Miller                    | Wyniki |
| 27 czerwca | Grand Prix Francji                         | Miramas      | Jules Goux                   | Bugatti                   | Wyniki |
| 18 lipca   | Grand Prix San Sebastián/Grand Prix Europy | Lasarte      | Jules Goux                   | Bugatti                   | Wyniki |
| 7 sierpnia | Grand Prix Wielkiej Brytanii               | Brooklands   | Robert Sénéchal Louis Wagner | Delage                    | Wyniki |
| 5 września | Grand Prix Włoch                           | Monza        | Louis Charavel               | Bugatti                   | Wyniki |

### Pozostałe Grand Prix
| Data            | Grand Prix                    | Tor             | Zwycięzca (kierowcy) | Zwycięzca (konstruktorzy) | Wyniki |
| --------------- | ----------------------------- | --------------- | -------------------- | ------------------------- | ------ |
| 21 marca        | Pozzo Circuit                 | Werona          | Alessandro Consonno  | Bugatti                   | Wyniki |
| 28 marca        | Grand Prix Rzymu              | Valle Giulia    | Aymo Maggi           | Bugatti                   | Wyniki |
| 28 marca        | Grand Prix Prowansji          | Miramas         | Henry Segrave        | Talbot                    | Wyniki |
| 4 kwietnia      | Alessandria Circuit           | Alessandria     | Giovanni Alloatti    | Bugatti                   | Wyniki |
| 25 kwietnia     | Coppa Florio                  | Madonie         | Meo Constantini      | Bugatti                   | Wyniki |
| 25 kwietnia     | Targa Florio                  | Madonie         | Meo Constantini      | Bugatti                   | Wyniki |
| 2 maja          | Coppa Vinci                   | Messina         | Renato Balestrero    | O.M.                      | Wyniki |
| 2 maja          | Grand Prix Trypolisu          | Trypolis        | François Eysermann   | Bugatti                   | Wyniki |
| 23 maja         | Savio Circuit                 | Rawenna         | Gastone Brilli-Peri  | Ballot                    | Wyniki |
| 30 maja         | Perugia Cup                   | Perugia         | Emilio Materassi     | Itala                     | Wyniki |
| 27 czerwca      | Mugello Circuit               | Mugello Circuit | Emilio Materassi     | Itala                     | Wyniki |
| 18 lipca        | Camaiore Circuit              | Camaiore        | Baconin Borzacchini  | Salmson                   | Wyniki |
| 25 lipca        | Grand Prix Hiszpanii          | Lasarte         | Meo Constantini      | Bugatti                   | Wyniki |
| 25 lipca        | Grand Prix de la Marne        | Reims-Gueux     | François Lescot      | Bugatti                   | Wyniki |
| 1 sierpnia      | Grand Prix Comminges          | Saint-Gaudens   | Louis Chiron         | Bugatti                   | Wyniki |
| 7 sierpnia      | Coppa Acerbo                  | Pescara         | Luigi Spinozzi       | Bugatti                   | Wyniki |
| 15 sierpnia     | Coppa Montenero               | Montenero       | Emilio Materassi     | Itala                     | Wyniki |
| 28 sierpnia     | Grand Prix Boulogne           | Boulogne        | George Eyston        | Bugatti                   | Wyniki |
| 28 sierpnia     | Grand Prix de la Baule        | La Baule        | Louis Wagner         | Delage                    | Wyniki |
| 12 września     | Grand Prix Mediolanu          | Monza           | Meo Constantini      | Bugatti                   | Wyniki |
| 12 września     | Solituderennen                | Solitude        | Otto Merz            | Mercedes                  | Wyniki |
| 25 września     | Junior Car Club 200 mile race | Brooklands      | Henry Segrave        | Delage                    | Wyniki |
| 17 października | Grand Prix du Salon           | Montlhéry       | Albert Divo          | Talbot                    | Wyniki |
| 17 października | Garda Circuit                 | Salò            | Aymo Maggi           | Bugatti                   | Wyniki |

## Klasyfikacja generalna
| Poz | Konstruktor      | 500 | FRA | SSN | GBR | ITA | Pkt |
| --- | ---------------- | --- | --- | --- | --- | --- | --- |
| 1   | Bugatti          |     | 1   | 1   | 2   | 1   | 11  |
| 2   | Delage           |     |     | 2   | 1   |     | 21  |
| —   | Miller           | 1   |     |     |     |     | 25  |
| —   | Duesenberg       | 5   |     |     |     |     | 28  |
| —   | Eldridge Special | NU  |     |     |     |     | 29  |
| —   | Fengler          | NU  |     |     |     |     | 29  |
| —   | Schmidt          | NU  |     |     |     |     | 29  |
| —   | Ford             | NU  |     |     |     |     | 29  |
| —   | Talbot           |     |     |     | NU  |     | 29  |
| —   | Halford Special  |     |     |     | NU  |     | 29  |
| —   | Aston Martin     |     |     |     | NU  |     | 29  |
| —   | Chiribiri        |     |     |     |     | NU  | 29  |
| —   | Maserati         |     |     |     |     | NU  | 29  |
| Poz | Konstruktor      | 500 | FRA | SSN | GBR | ITA | Pkt |

| Kolor    | Rezultat                   | Punkty |
| -------- | -------------------------- | ------ |
| Złoty    | Zwycięzca                  | 1      |
| Srebrny  | 2. miejsce                 | 2      |
| Brązowy  | 3. miejsce                 | 3      |
| Zielony  | Pozostałe miejsca na mecie | 4      |
| Czerwony | Nieukończony wyścig        | 5      |
| Czarny   | Zdyskwalifikowany          | 6      |
| Biały    | Nie brał udziału           | 6      |